# Сібола (Аризона)
Сібола (англ. Cibola) — переписна місцевість (CDP) в США, в окрузі Ла-Пас штату Аризона. Населення — 198 осіб (2020).

## Географія
Сібола розташована за координатами 33°22′27″ пн. ш. 114°40′35″ зх. д. / 33.37417° пн. ш. 114.67639° зх. д. (33.374085, -114.676294). За даними Бюро перепису населення США в 2010 році переписна місцевість мала площу 52,29 км², з яких 50,56 км² — суходіл та 1,73 км² — водойми.

## Демографія
Згідно з переписом 2010 року, у переписній місцевості мешкало 250 осіб у 122 домогосподарствах у складі 65 родин. Густота населення становила 5 осіб/км². Було 307 помешкань (6/км²).
Расовий склад населення:
| - 85,6 % — білих - 1,6 % — корінних американців - 0,4 % — чорних або афроамериканців - 10,4 % — осіб інших рас |

До двох чи більше рас належало 2,0 %. Частка іспаномовних становила 24,4 % від усіх жителів.
За віковим діапазоном населення розподілялося таким чином: 16,0 % — особи молодші 18 років, 58,0 % — особи у віці 18—64 років, 26,0 % — особи у віці 65 років та старші. Медіана віку мешканця становила 52,8 року. На 100 осіб жіночої статі у переписній місцевості припадало 100,0 чоловіків; на 100 жінок у віці від 18 років та старших — 107,9 чоловіків також старших 18 років.
Середній дохід на одне домашнє господарство становив 49 066 доларів США (медіана — 36 940), а середній дохід на одну сім'ю — 56 023 долари (медіана — 45 865). За межею бідності перебувало 14,8 % осіб, у тому числі 0,0 % дітей у віці до 18 років та 30,5 % осіб у віці 65 років та старших.
Цивільне працевлаштоване населення становило 112 особи. Основні галузі зайнятості: виробництво — 25,9 %, сільське господарство, лісництво, риболовля — 25,0 %, роздрібна торгівля — 11,6 %, освіта, охорона здоров'я та соціальна допомога — 8,9 %.